# Willi Arlt (Künstler)

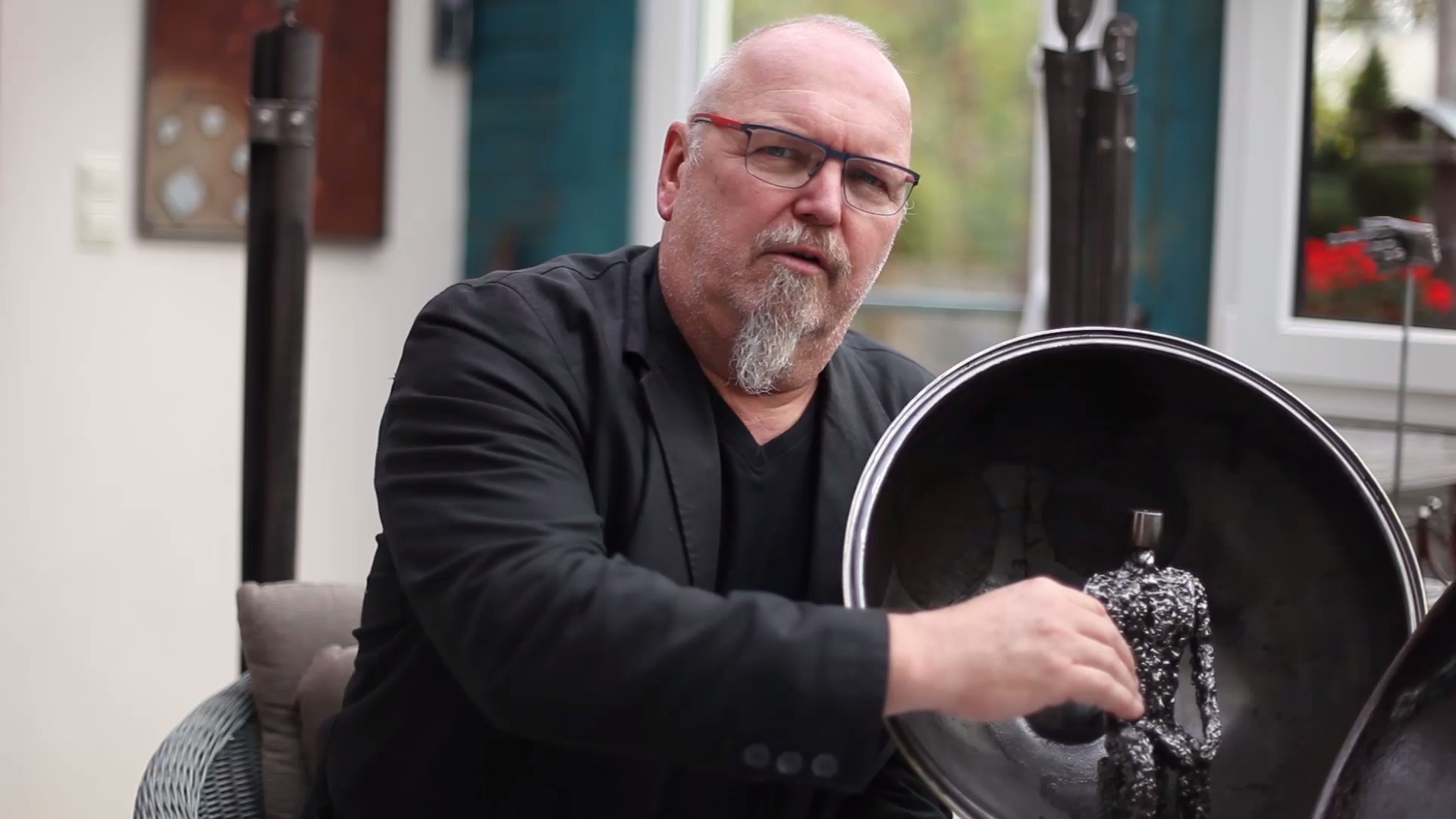
Porträt Willi Arlt

Willi Arlt (* 26. April 1954 in Ochtrup) ist ein deutscher Bildhauer auf dem Gebiet der Metall-Kunstwerke.

## Leben
Im Anschluss an seine Schulausbildung mit Erlangung der Mittleren Reife an der Realschule Geilenkirchen startete Arlt 1970 mit einer Lehre als Starkstromelektriker bei der Bundesbahn ins Berufsleben und schloss die Lehre 1973 mit der Gesellenprüfung ab. Ab 1979 begann er eine innerbetriebliche Umschulung zum Fernmeldetechnikermeister und war in dieser Funktion tätig bis April 2019. Danach begann sein Leben als Pensionär und ein intensiviertes künstlerisches Schaffen.
Arlt lebt und arbeitet in Geilenkirchen-Lindern. Er ist Mitglied im Bundesverband Bildender Künstlerinnen und Künstler, BBK Aachen / Euregio e. V. sowie in den Kunst- und Künstlervereinen GK KULTURgut! Kunst & Kultur Geilenkirchen e. V., im Kunstförderkreis Pro Arte e. V. Erkelenz, im Kunstlabor.de – Kunst und Kultur im Kreis Heinsberg und im Künstler-Forum für bildende Kunst Schloss Zweibrüggen Übach-Palenberg e. V.

## Werk

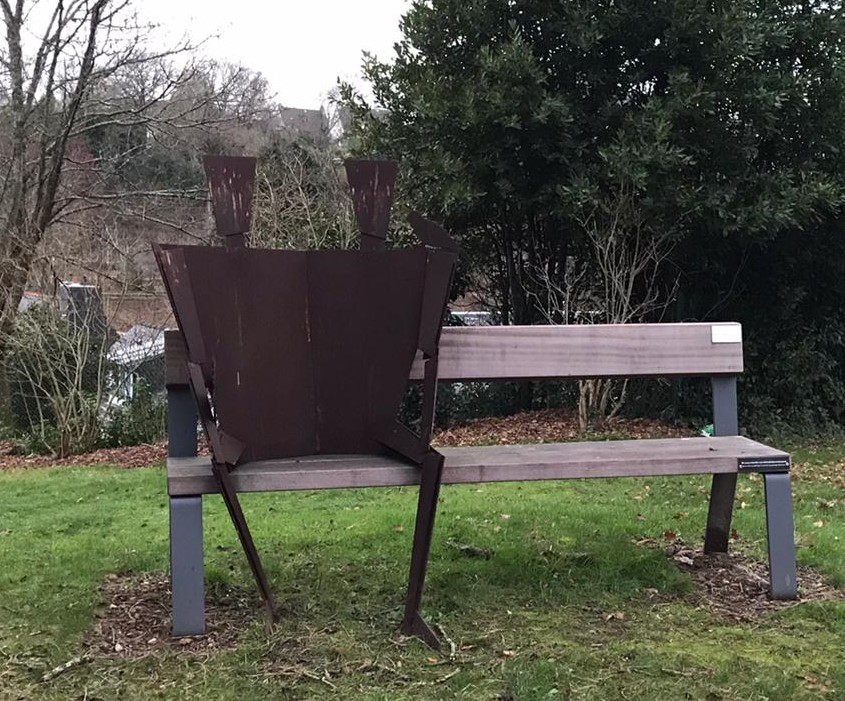
Skulptur COMPAGNONS, Grünfläche vor dem Rathaus in Quimperlé (Frankreich), 2017

Nach jahrzehntelangem Interesse für Kunst und Literatur begann Arlt zum Ende des letzten Jahrtausends selber sich literarisch zu betätigen. Seine ersten Schritte startete Arlt als Autor verschiedener Schriften, einem Buch, Drehbücher, einem Theaterstück sowie Kriminalgeschichten und Märchen.
1998 begann Arlt sich immer stärker der Bildenden Kunst zuzuwenden und setzte sich intensiv mit ihr auseinander. Erste Ausstellungen gestaltete er hauptsächlich mit Malerei, dann verlegte er sich schwerpunktmäßig seinem handwerklichen Geschick folgend auf die Gestaltung von Skulpturen aus Baustahl. Oft sind es menschlich wirkende Figuren. Manchmal sind die Werke aus einer Geschichte heraus entstanden und visualisieren seine Gedanken und Gefühle. Als Autodidakt entwickelte er Techniken, die einmal vollkommen frei von Vorbildern entstanden, aber andererseits auch von Alberto Giacometti inspiriert waren. Dabei entwickelte Arlt eine ganz eigene Form der Technik des Auftragschweißens. Überwiegend werden menschliche Motive erschaffen, die oftmals auf selbstgeschriebene Geschichten basieren. Die Kunstwerke sind für den Innen- oder Außenbereich geschaffen.
Überließ Arlt anfangs das Material nach dem Zusammenbau sich selbst, was mit Oxydation einherging, bearbeitete er es später nachträglich und verschloss dann die Struktur mit Klarlack, um den Status bei der Schaffung zu konservieren.

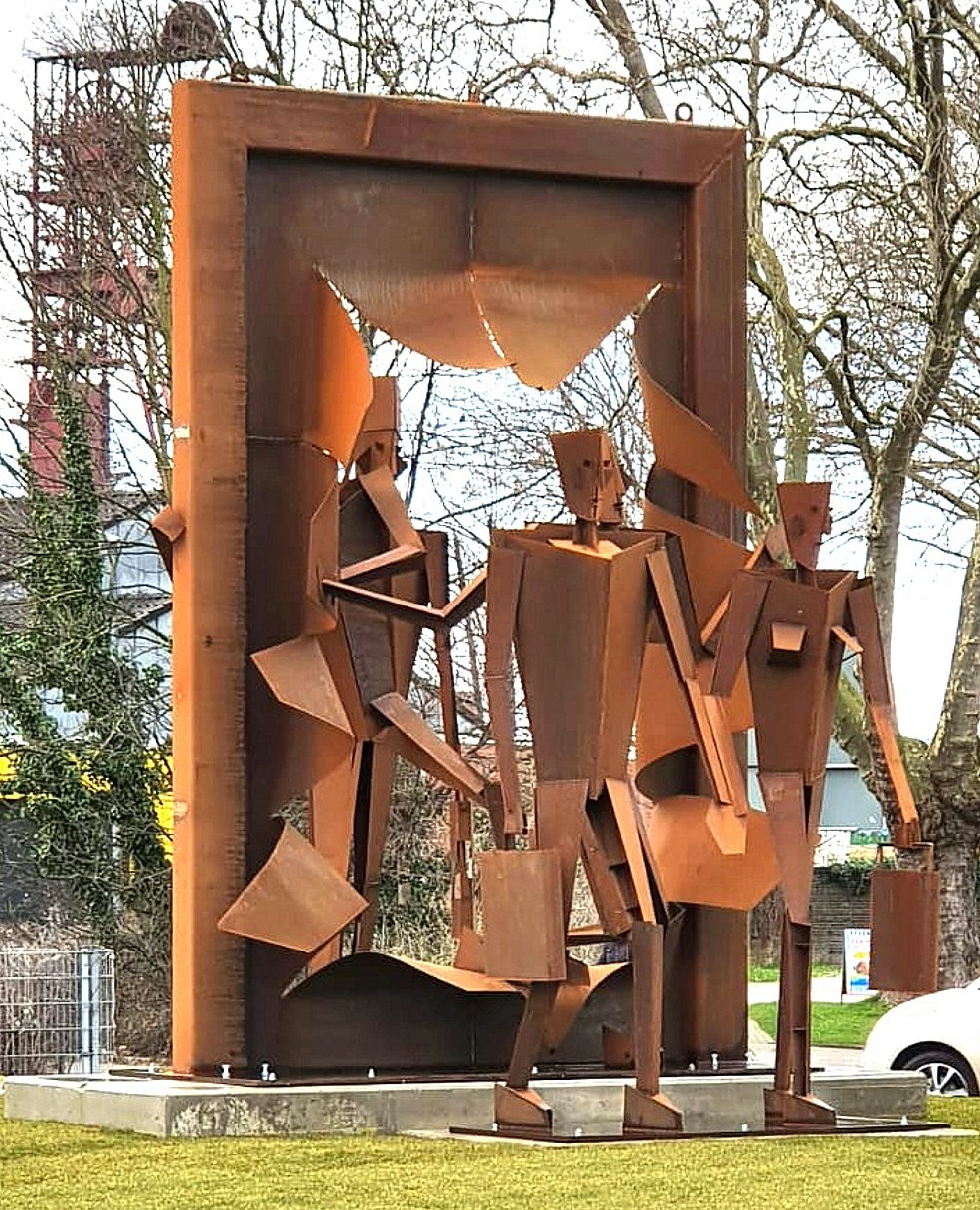
Skulptur, Strukturwandel – vom Bergbau zum Handel

Auch hat Arlt kleinere Skulpturen als Preise und Anerkennungen im öffentlichen Leben wie beispielsweise der 2015 gestaltete Ehrenpreis Rolf des Ortsvereins der Sozialdemokratischen Partei Geilenkirchen und die 2018 geschaffenen Preisskulpturen (Unikate) für die Gewinner des European Piano Award im Rahmen des Geilenkirchener Klaviersommers geschaffen.
In kürzester Zeit machte er sich in der Region sowie im angrenzenden Ausland einen Namen und wurde zu Ausschreibungen für die Gestaltung öffentlicher Plätze eingeladen. 2017 gewann Arlt die Ausschreibung der Stadt Hückelhoven für eine Skulptur am Kreisverkehr Sophiastraße in Hückelhoven mit seinem Modell Strukturwandel – vom Bergbau zum Handel. Im März 2022 wurde die fertiggestellte Strulptur der Öffentlichkeit übergeben.

## Ausstellungen

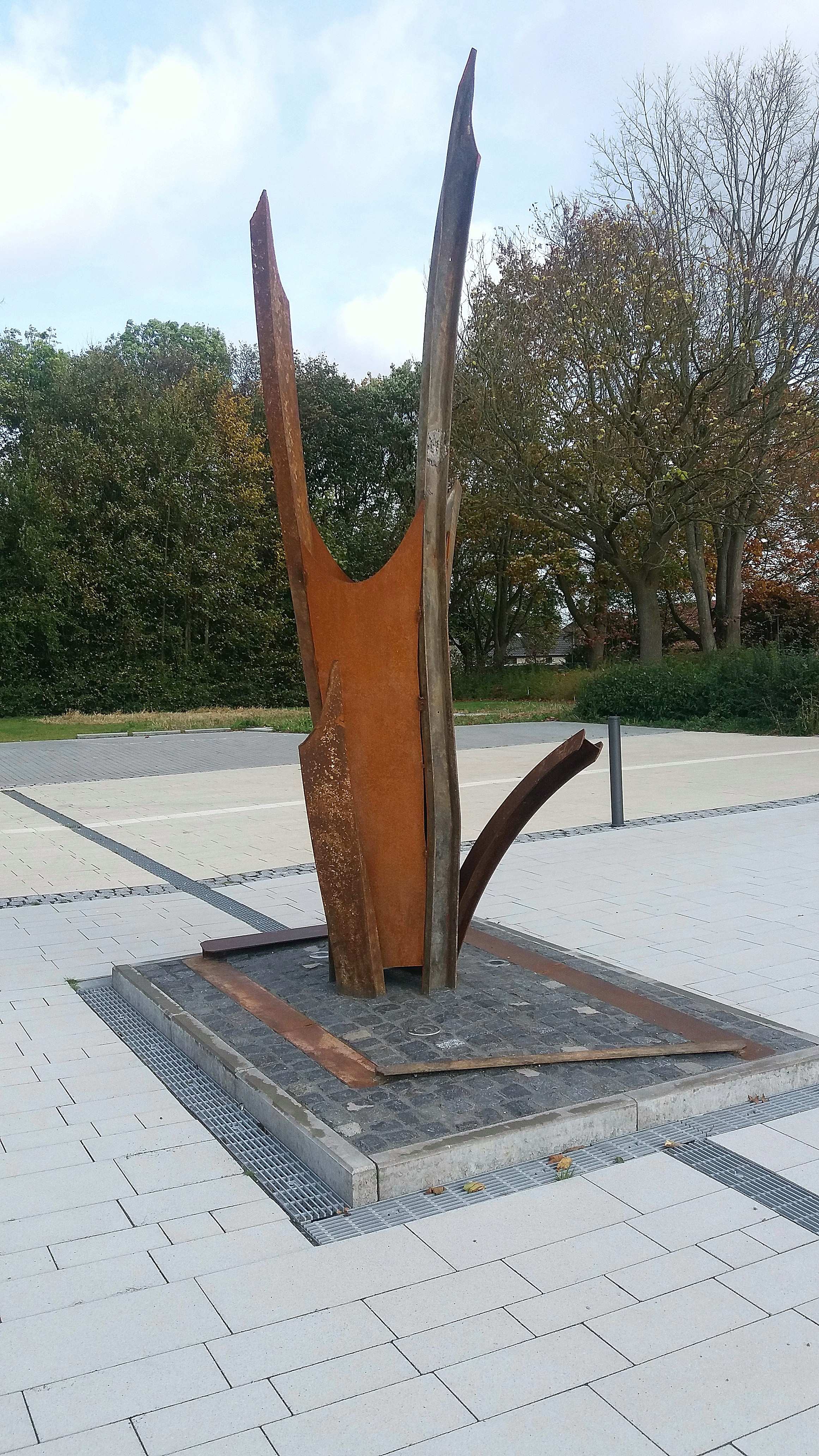
Skulptur FLAMME, Stahl, 2017, Vorplatz Schwimmbad Geilenkirchen

### Einzelausstellungen (Auswahl)
- Jul. 2006: Raiffeisenbank, Heinsberg-Oberbruch
- Dez. 2007: AWO, Rösrath
- Feb. 2009: Oxydation, Hückelhoven-Baal
- Okt. 2009: Ferrum, Frankfurt am Main
- Sep. 2010: Galerie Lisse, Heinsberg
- Okt. 2011: Illusion und Realität, Aukloster, Monschau
- Okt. 2012: Synergie, Raiffeisenbank, Heinsberg
- März 2013: GrenzWertig, BRF Belgischer Rundfunk, Eupen (Belgien)
- Apr. 2014: Drei Dimensionen, Schloss Zweibrüggen, Übach-Palenberg
- Okt. 2014: Neue Wege zur Kunst, Talbahnhof Eschweiler
- Dez. 2014: Heiligtümer des Alltags, Citykirche Aachen
- Jan. 2015: 2+1, Altes Rathaus Ratheim
- Mai 2015: Wahrheiten?, Burggalerie Stolberg
- Jun. 2016: Bilder und Skulpturen, Foundation Hodiament, Baelen (Belgien)
- März 2017: Unterwegs, Alter Güterschuppen, Meerbusch-Osterath
- Aug. 2017: Alles Eisen, BBK Galerie, Aachen
- Mai 2019: Garten, Kunst, Musik, Gartenbau Richter, Geilenkirchen
- Nov. 2019: Transformation, Burg Stolberg

### Gruppenausstellungen (Auswahl)

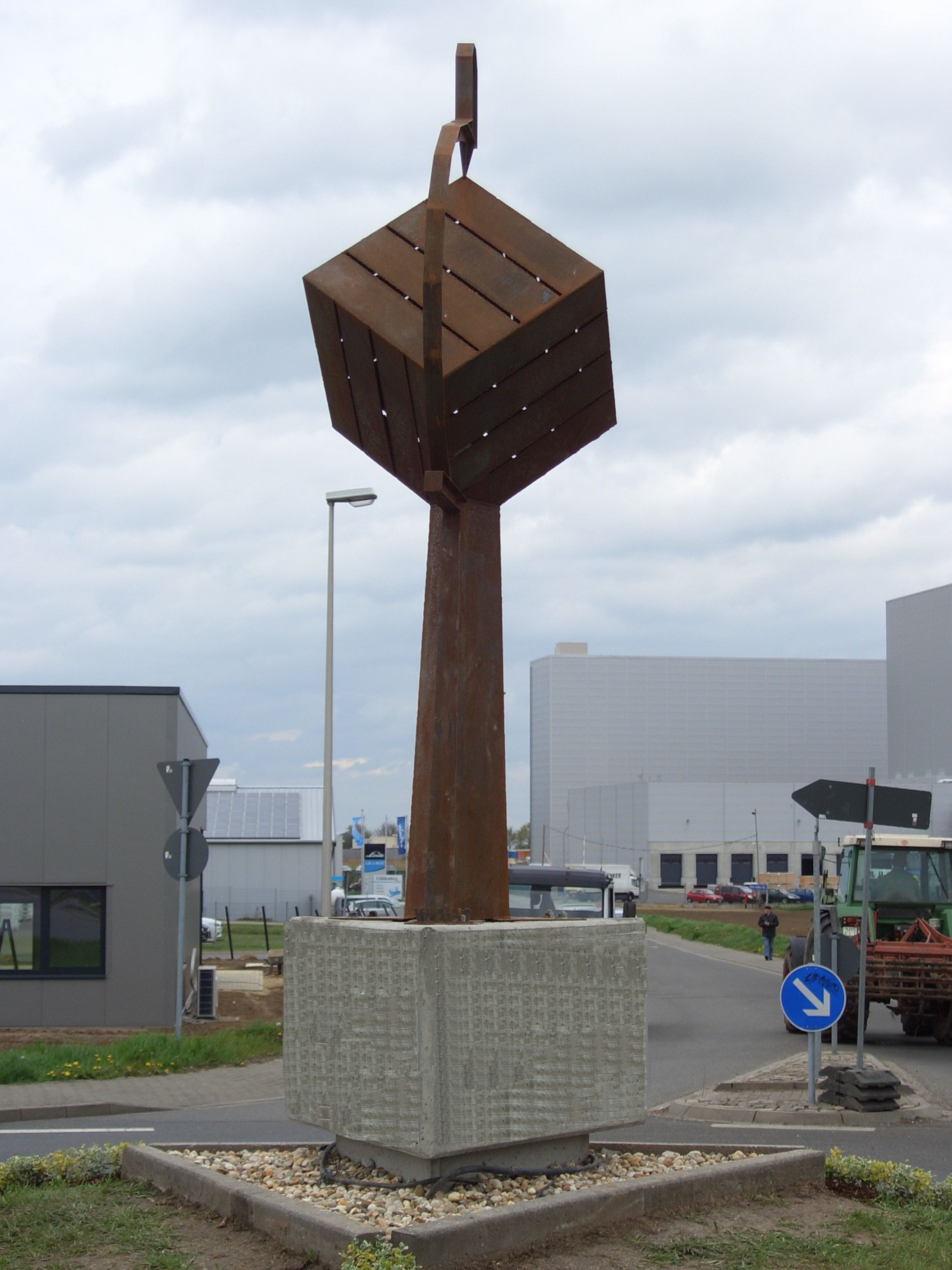
Willi Arlt, Skulptur Heute – Symbiose aus Gestern und Morgen, Corten-Stahl, groß, 2012

- 2007–2016: Kunstevent Erkelenz Kunstlabor
- 2008–2016: Kunstoffensive Wegberg
- 2009–2015: Kunst- und Kulturtag Wassenberg
- 2011 und 2014: Neue Wege zur Kunst Eschweiler
- 2012 und 2013: Skulpturenweg Linnich
- 2014: Werkschau Schloss Bedburg
- 2015: Artconnection, Aachen
- 2015: Vergangenheit trifft Kunst der Gegenwart CMC Übach-Palenberg
- 2015: ProArte, Eesdron Millich
- 2016: Elemente, Haus Basten Geilenkirchen
- 2016: Kunstausfahrt Stolberg

## Werke im öffentlichen Raum
- 2011: Wartezeit, Vorplatz Bahnhof in Geilenkirchen-Lindern[6]
- 2012: Heute – Symbiose aus Gestern und Morgen auf einem Kreisverkehr in Übach-Palenberg-Boscheln[7]
- 2013: 3 Wächter in Erkelenz[8]
- 2016: Die Flamme am Hallenbad in Geilenkirchen,[9]
- 2017: Hühnermarkt in Übach-Palenberg-Scherpenseel, Heerlener Straße[10]
- 2017: Compagnons in Quimperlé/Frankreich[11]
- 2019: Wasserturm in Übach-Palenberg[12]
- 2022: Strukturwandel – vom Bergbau zum Handel in Hückelhoven[13]